# Kinsella Peak
Kinsella Peak är en bergstopp i Antarktis. Den ligger i Västantarktis. Argentina, Chile och Storbritannien gör anspråk på området. Toppen på Kinsella Peak är 939 meter över havet, eller 192 meter över den omgivande terrängen. Bredden vid basen är 3,5 km.
Terrängen runt Kinsella Peak är varierad. Trakten är obefolkad. Det finns inga samhällen i närheten.